# 摩德納戰役
摩德納戰役（英語：Battle of Mutina）發生於前43年4月21日，交戰雙方分別是蓋烏斯·維比烏斯·潘撒和奧盧斯·希爾提烏斯率領的元老院派（凱撒·屋大維亦率隊支援），以及正率隊圍攻摩德納（Mutina，即今日的Modena）的馬克·安東尼部，當時位於山南高盧的摩德納守將，是曾參與暗殺凱撒的布魯圖·阿爾比努斯。
血腥又未決的高盧廣場戰役結束後，雙方都蒙受嚴重損失，且維比烏斯·潘撒執政官還身受重傷。六天後，另一名執政官奧盧斯·希爾提烏斯和年輕的屋大維直接向馬克·安東尼的營地發起進攻，試圖藉此解圍摩德納。這場戰役戰況激烈又血腥，共和派的部隊雖攻入敵軍營地，但安東尼的老兵隨後發動反攻。希爾提烏斯在進攻安東尼的營地時死於混戰中，導致共和派的部隊群龍無首。屋大維參戰其中，找回希爾提烏斯遺體，並避免大部潰敗。布魯圖·阿爾比努斯亦派出城內部分部隊前去參戰，而希爾提烏斯身故後，軍團指揮權轉交屋大維。戰役結束後，布魯圖·阿爾比努斯遭邊緣化，不久便逃回義大利本土，祈求能加入馬爾庫斯·尤利烏斯·布魯圖斯和蓋烏斯·卡西烏斯·朗基努斯這兩位曾一起暗殺凱撒的同夥陣營。然而布魯圖·阿爾比努斯在歸途中遭擄並被處決，成為繼盧修斯·龐提烏斯·阿奎拉於本役戰死之後，第二名被殺的凱撒案刺客。
這場戰役後，馬克·安東尼決定放棄圍城，並有技巧地沿著艾米利亞大道向西撤去，擺脫敵軍並與副將普布利烏斯·文提狄烏斯·巴蘇斯率領的援軍會合。最終這場發生於前43年4月21日的摩德納戰役，以屋大維的共和派勝出告終，但安東尼、屋大維和雷必達同年秋天組成了後三頭同盟，情勢再次風雲變色。

## 背景
凱撒於前44年3月15日遇刺後，馬克·安東尼只主宰羅馬政治情勢一小段時間。部分參與凱撒案的刺客、西塞羅領導捲土重來的元老院派、以及凱撒獨裁官的年輕繼子屋大維（未來成為奧古斯都）所率領的一派，聯合組成各懷鬼胎的聯盟，迅速讓安東尼執政官增添許多困難，侵蝕原凱撒陣營支持他的共識。凱撒遇刺後僅一年左右，羅馬元老院與安東尼間就徹底決裂。隨著執政官一年任期將屆，安東尼對於將被派往統治的馬其頓行省並不滿意，因為馬其頓對他來說太過遙遠，如果在首都羅馬遭遇麻煩可說是遠水救不了近火。因此，他尋求改為擔任五年任期的山南高盧執政官，如此以來他將可從該地威震首都，必要時還可像凱撒於前44年時所做的那樣，直接介入。然而，山南高盧執政官已另有人選，那人就是已取得元老院同意執政的布魯圖·阿爾比努斯，當時元老院還同意他執掌三個軍團。布魯圖·阿爾比努斯是馬爾庫斯·尤利烏斯·布魯圖斯的遠親，也曾是尤利烏斯·凱撒的追隨者。但後來因凱撒成為終身獨裁官而失去信心，從而加入3月15日的刺殺行動。安東尼決定先發制人，試圖透過率領多個麾下凱撒老兵軍團從馬其頓向北進軍，以迫使布魯圖·阿爾比努斯將山南高盧行省讓給他。

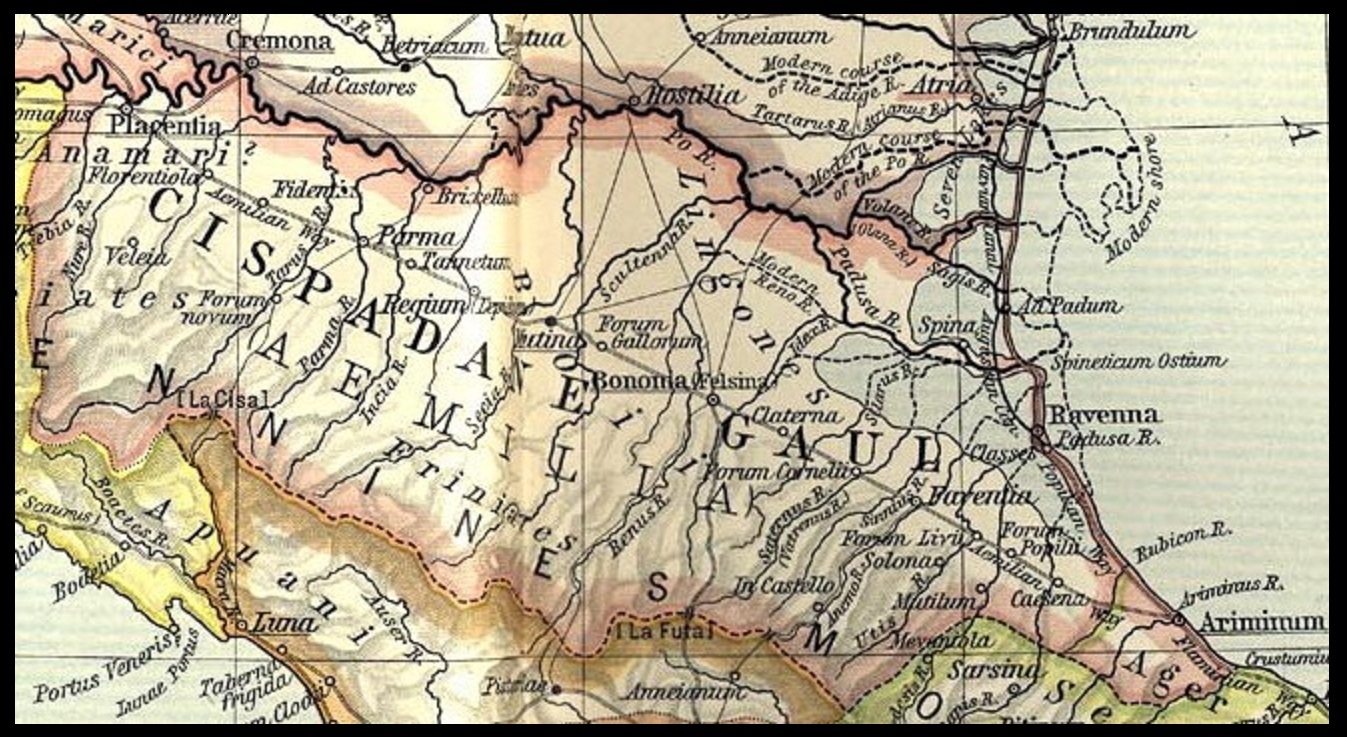
第八艾米利亞區（Regio VIII Aemilia）地圖，係摩德納戰役發生的所在地，也是山南高盧行省的一部份

前44年11月28日，馬克·安東尼離開羅馬，在布倫狄西烏姆（Brundisium）接管從馬其頓遠道而來的四個老兵軍團，以及先前就沿亞壁古道駐紮的第五「雲雀」軍團。然而，兩支最優秀的凱撒軍團：第四「馬西亞」軍團和第四「馬其頓」軍團卻在布倫狄西烏姆選擇叛逃年輕的屋大維，嚴重打擊安東尼方的士氣。儘管馬克·安東尼對叛逃者處以告誡與懲罰，卻依然無法恢復這兩個軍團的紀律。馬西亞和馬其頓這兩個軍團作為凱撒後繼部隊中的支柱，還包含那些在坎帕尼亞招募的大量老兵。同年年底，馬克·安東尼帶著剩餘的三個軍團和一個重啟的老兵軍團抵達山南高盧。由於布魯圖·阿爾比努斯拒絕將山南高盧交給安東尼，於是後者投資摩德納這座位於帕度斯河（Padus River，即今日的波河）南方艾米利亞大道上的城市。
與此同時，羅馬城內團結成立了強大的反安東尼聯盟來支援布魯圖·阿爾比努斯，特別是西塞羅在前44年底回歸元老院時更達高潮。西塞羅發表了一系列越來越堅定反安東尼的演講，稱腓力修辭。前43年1月1日，奧盧斯·希爾提烏斯和蓋烏斯·維比烏斯·潘撒兩位凱撒溫和派成員成為執政官，於是共和派先發制人，宣布安東尼為羅馬公敵，合法化布魯圖·阿爾比努和屋大維的軍事行動，同時招募新的軍團。
儘管屋大維對布魯圖·阿爾比努這位曾參與刺殺其養父的刺客並無好感，但他還是透過支援元老院的反安東尼行動獲得了合法性。因此，元老院指派屋大維為資深長官後，後者便與新任執政官希爾提烏斯聯手。前43年1月，希爾提烏斯在阿里米努姆（Ariminum）成為屋大維的上級，一同前去解救布魯圖。屋大維麾下包含兩個從安東尼那邊歸降的兩個軍團，以及三個重召的老兵軍團。希爾提烏斯和屋大維從阿里米努姆出發，沿著艾米利亞大道前進，而馬克·安東尼此時則是繼續圍攻摩德納。
前43年3月19日，另一名新執政官潘撒也被羅馬派往北方，加入同僚希爾提烏斯和屋大維位於高盧廣場的行列，當時潘撒麾下計有四個招募軍團。4月14日，安東尼親率禁衛隊、第二軍團、第三十五軍團、輕裝部隊以及騎兵主力前去截擊潘撒，以期能阻止後者與元老院派大隊會合。安東尼認為潘撒只有四個新兵軍團，然而希爾提烏斯前晚已派出第四馬西亞軍團及屋大維的禁衛隊前去支援潘撒。於是安東尼準備沿艾米利亞大道的沼澤地，對這些頑固的老兵和潘撒的新兵發起突襲。高盧廣場戰役打響，戰況激烈又血腥，潘撒的部隊潰敗，指揮官本人亦身負重傷。然而，安東尼不但未能如願取得決定性勝利，還因希爾提烏斯派出的增援軍團衝入他疲憊不堪的部隊而被迫撤退。這導致戰況扭轉，安東尼的軍團最終被擊敗，被迫撤回摩德納。

## 戰役過程

### 進攻馬克·安東尼的營地

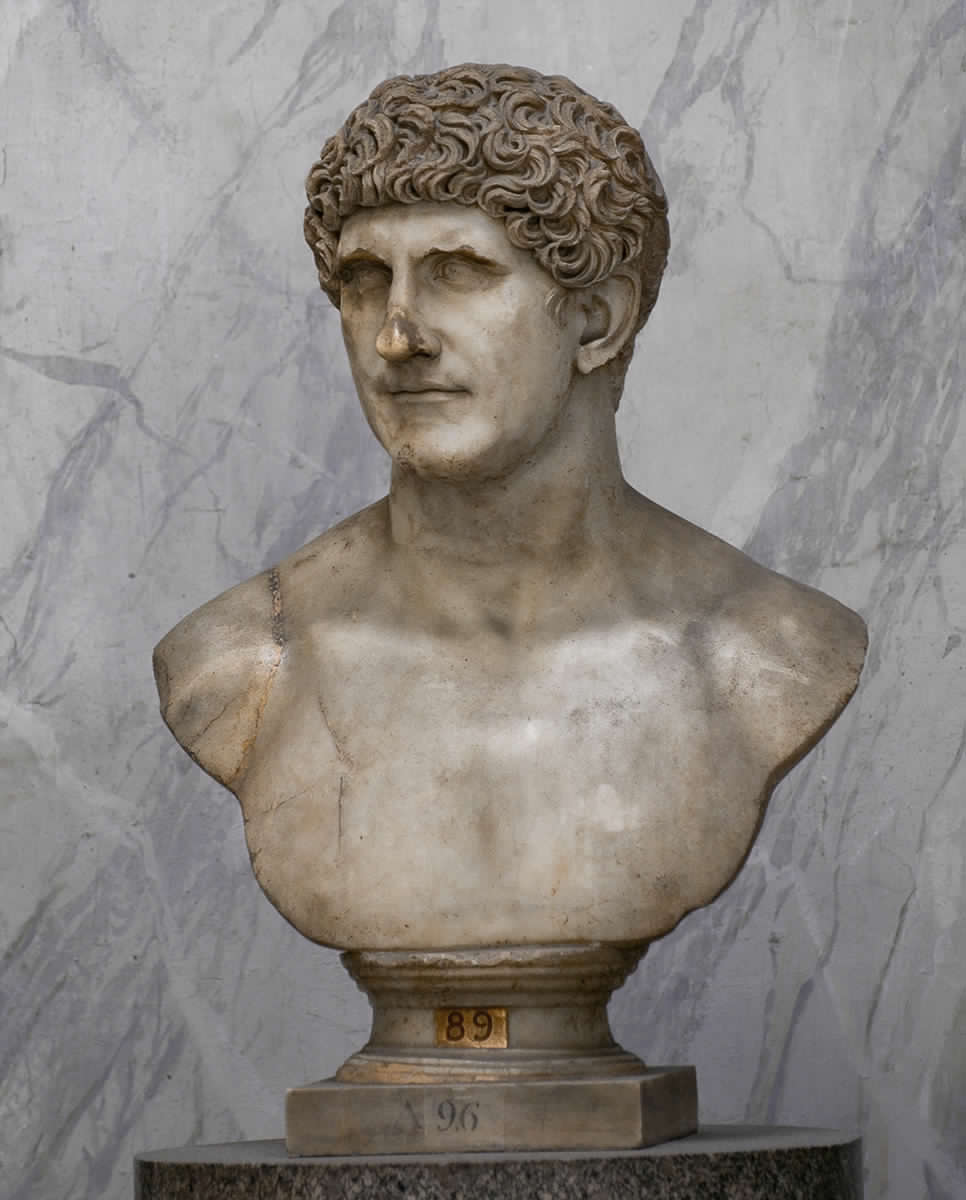
馬克·安東尼半身像

最初傳回羅馬的是元老院派部隊在高盧廣場慘敗的消息，引起共和派人的關注與恐慌。直到4月18日他們才收到奧盧斯·希爾提烏斯的信件，從而得知了整場戰役的細節。元老院派在高盧廣場的勝利被誤以為是決定性勝利，從而讓人們過度樂觀，不僅譴責安東尼，還迫使他的追隨者東躲西藏。前43年4月21日，西塞羅在元老院第十四度也是最後一次發表腓力修辭。演講中，西塞羅為高盧廣場之勝歡欣鼓舞，並提出為期四十天的公開感恩節，同時特別表彰此役倒下的軍團士兵，以及奧盧斯·希爾提烏斯和維比烏斯·潘撒兩位執政官。潘撒在此役負傷，但看起來並無生命危險。另一方面，西塞羅反而將屋大維的貢獻最小化，儘管這個年輕人在戰鬥中的影響力較小，但他還是和兩位執政官一樣，獲其部下給予「英白拉多」的稱呼。
高盧廣場戰役的結果讓整場戰爭天平倒向元老院同盟。馬克·安東尼折兵損將後，率殘部退回摩德納周邊的營地，看起來決定轉入防禦態勢。但事實上他加強了對布魯圖·阿爾比努斯據守之摩德納的包圍網，同時保持其部隊陣線。馬克·安東尼不甘承認失敗，但也認為此時與數量佔優的敵軍進行另一場決戰是極度危險。因此他打算透過不斷的小規模騎兵騷擾，來削弱希爾提烏斯和屋大維的部隊。安東尼希望藉此能爭取時間，並對困於城內的布魯圖·阿爾比努斯施加壓力，後者的部隊當時正面臨糧草短缺的窘境。執政官希爾提烏斯和資深長官屋大維在高盧廣場取勝後信心大增，並對麾下凱撒軍團的紀律感到放心，因此決定發起新一輪攻勢解圍摩德納並救援布魯圖·阿爾比努斯。在無法迫使安東尼主動開戰的情況下，兩位指揮官將麾下部隊進行調動，將軍團集結到敵軍堡壘因地勢而佈防較弱處。
前43年4月21日，希爾提烏斯和屋大維發起進攻，試圖打通與城內被圍部隊間的補給通道。最初，馬克·安東尼試圖避免全面作戰而只派出騎兵應對，但當敵軍騎兵來襲時，他不得不將他的軍團投入到戰場上。因此安東尼為了避免他的包圍網遭突破，派出兩個軍團前去阻擊希爾提烏斯和屋大維主力軍的推進。
於是安東尼的部隊暴露在開闊的戰場上，希爾提烏斯和屋大維便集結他們的軍團向安東尼發起進攻，一場激戰便在營外開打。馬克·安東尼轉移額外部隊，以迎戰敵軍猛攻。根據阿庇安所述，安東尼的部隊此時發現身陷窘境，主因乃其援軍來的太慢；軍團出其不意地被部署在離重要戰場很遠之處，導致其姍姍來遲。與此相反，屋大維的部隊似乎正處於最佳作戰狀態。

### 奧盧斯·希爾提烏斯之死
雙方在營外激戰時，執政官希爾提烏斯做出大膽決定，將帶部分軍隊直接攻入安東尼的營地。他親率第三「軍團」攻入營內，目標直指馬克·安東尼個人營帳。與此同時，布魯圖·阿爾比努斯最終將其部分禁衛軍組織起來，在盧修斯·龐提烏斯·阿奎拉（參與暗殺凱撒的刺客之一）的率領下衝出摩德納城，向安東尼的營地發起反擊。希爾提烏斯的行動一開始看似順利：第三「軍團」在突破敵軍陣線後殺到安東尼營帳附近；執政官本人親率部隊在前線作戰；與此同時，雙方也在其他地區持續交戰。然而包圍安東尼營地的情勢很快就惡化：據守安東尼營地的第五「軍團」在與第三「軍團」的血腥惡戰中，成功阻退後者的推進，守住指揮官的營帳。而希爾提烏斯在這場混戰之中戰死，麾下的軍團似乎被迫撤出攻佔的區域。當第三軍團開始底打安東尼部隊的反擊時，屋大維帶著其他部隊前來救援。這位凱撒年輕的養子發現自己身處激戰中，並經過一番力戰後奪回希爾提烏斯的遺體。根據蘇埃托尼烏斯所述「激戰中，鷹旗旗手身負重傷，他（屋大維）本人甚至肩扛鷹旗一段時間。」
屋大維成功奪回執政官遺體，但最終未穩住在敵營的陣線，率麾下軍團撤出安東尼的營地。龐提烏斯·阿奎拉在戰役高潮中戰死，其親率出城作戰的部隊最後也折返摩德納。根據古代史學家的重建，現代很難精確得知戰役當下的真實過程，因為親奧古斯都派留下的敘述，都著重在描述屋大維此役的重要以及救回執政官希爾提烏斯遺體的英勇事蹟。其他史料對於凱撒這位年輕的養子實際行動都表達懷疑：蘇埃托尼烏斯和塔西佗都指出另一個版本，那就是希爾提烏斯在混戰中甚至被屋大維派出作戰，因為後者渴望這位令他不適的政敵。反凱撒的鷹派龐提烏斯·阿奎拉之死同樣讓坎佛拉在內的部分史學家感到懷疑。
憑藉其資深長官之職，屋大維接管了希爾提烏斯的諸軍團。當元老院下令屋大維須將這些軍團移交給布魯圖·阿爾比努斯時，屋大維以現有軍團恐不願聽從凱撒案刺客指揮為由，對此加以拒絕。因此，屋大維這時已控有八個軍團，這些部隊實際上並不是效忠於共和國而是效忠屋大維本人。他拒絕與布魯圖·阿爾比努斯合作，而後者在摩德納城內的軍團也有不少叛逃到屋大維這邊。由於布魯圖·阿爾比努斯的地位日益惡化，於是他拋棄了剩餘軍團並逃回義大利。他試圖前去刺客同夥馬爾庫斯·尤利烏斯·布魯圖斯和蓋烏斯·卡西烏斯·朗基努斯所在的馬其頓行省，但在路上被忠於馬克·安東尼的高盧酋長俘獲並遭處決。

### 馬克·安東尼撤退
摩德納戰役以沒有明顯勝者告終，儘管馬克·安東尼遭遇數量占優的敵軍而身逢絕境，但最終他和所部並未被殲滅，雙方傷亡亦相去不遠。當夜，安東尼召集戰爭會議，儘管會中副官們都勸告他再次運用騎兵優勢和城內糧草耗盡等情況發起進攻，最終安東尼還是認定繼續抵抗並無意義。

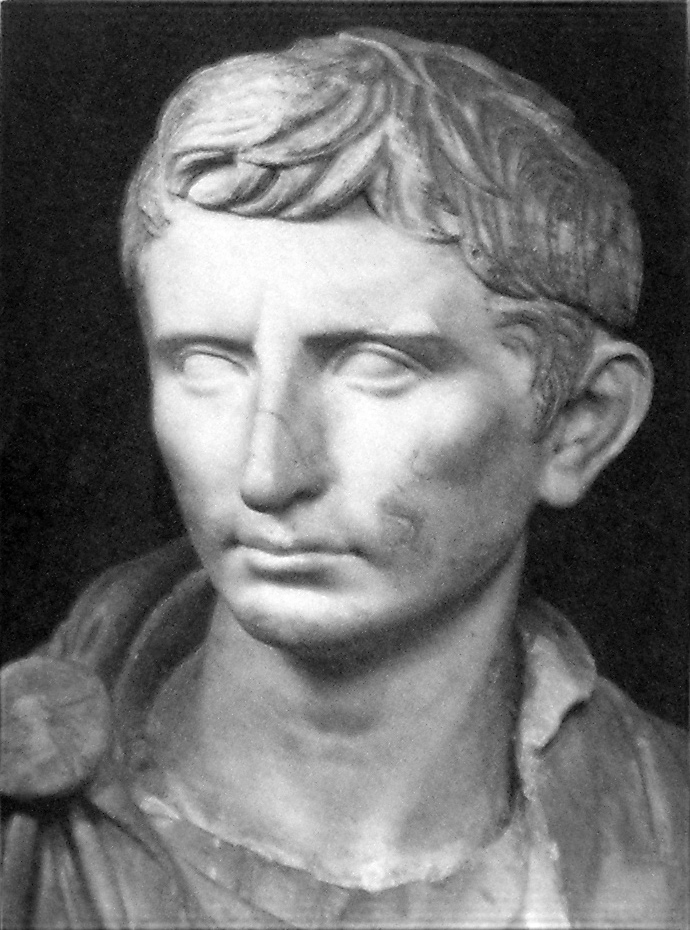
凱撒·屋大維半身像

安東尼可能並不知道希爾提烏斯死訊，或是了解到投奔屋大維諸軍團的弱點。安東尼沒有考慮發起決定性的反擊，而是擔心自身營地會再次受到攻擊。因此他採納凱撒當年在日戈維亞戰敗後的權宜之計撤圍而去，並期望能與文提狄烏斯·巴蘇斯從皮西努率領的援軍會合。安東尼重新集結部隊後，率軍向阿爾卑斯山進軍，並與分別駐紮在納博訥高盧的馬爾庫斯·埃米利烏斯·雷比達和柯馬塔高盧的盧修斯·穆那特斯·普蘭古斯兩位凱撒派將領進行交流。安東尼做出決定後，果決有效地發起行動：首先是戰後當晚，他傳訊指示文提狄烏斯·巴蘇斯，要後者率麾下三個軍團迅速穿過亞平寧山脈前來與他會合。接著安東尼於前43年4月22日早晨撤圍，帶著殘存部隊離去。接下來的幾天裡，安東尼沿艾米利亞大道向西行進，率領他的軍團輕鬆地先後抵達帕爾馬皮亞琴察，因為他的對手依然留在摩德納，從而給了安東尼兩天的餘裕前進。抵達托爾托納後，馬克·安東尼決定轉而向南，率領麾下四個軍團越過亞平寧山脈。就這樣，他來到了利古里亞的海岸城鎮瓦達沙巴西亞（Vada Sabatia），該處位於熱那亞西方，並於前43年5月3日與副將文提狄烏斯·巴蘇斯的三個軍團會合。安東尼的副將在穿越山脈來到利古里亞海案時並未遭遇任何阻礙，因此安東尼這次從摩德納撤出並重新集結的調度相當成功。

## 後續發展與評價
元老院派和其同盟凱撒·屋大維在摩德納雖取勝，卻未能有效終結馬克·安東尼的敵意，後者不僅迅速又有效地撤走，還瞞過此役勝出的一方。而屋大維和西塞羅領導的共和派此時發生決裂，從而讓安東尼的命運有所轉變。奧盧斯·希爾提烏斯戰死後，另一名執政官維比烏斯·潘撒也於4月22－23日晚間因先前高盧廣場戰役受的重傷而死。他的死因在此景下仍然不明、謠言四起，根據蘇埃托尼烏斯和塔西佗的說法潘撒其實是被毒死，並暗示野心勃勃的屋大維可能與此有所牽連。
隨著兩位執政官的逝去，凱撒·屋大維便獨掌元老院諸軍團。摩德納一役實質上讓屋大維從低人一等的年輕人，變為與安東尼平起平坐的地位。屋大維立即對布魯圖·阿爾比努斯轉為敵對態度，拒絕任何與這位暗殺凱撒的刺客合作。西塞羅和其追隨者在羅馬的作為讓屋大維感到沮喪，他們不僅最大限度地減少屋大維的份量，還將反安東尼之戰的最高指揮權單獨交給布魯圖·阿爾比努斯。然而，布魯圖斯追擊敵人的計劃因屋大維作梗而受阻，因為屋大維位於波諾尼亞（Bononia）的八個軍團，並未像那些暗殺凱撒刺客所想的那樣，前去亞平寧山脈阻擊文提狄烏斯·巴蘇斯。僅僅數周內，馬克·安東尼與副將文提狄烏斯·巴蘇斯率領的三個軍團一同抵達阿爾卑斯山，並與凱撒派的將領雷必達、盧修斯·穆那特斯·普蘭古斯、蓋烏斯·阿辛努斯·波利奧等人達成強大聯盟，其聯軍勢頭來到17個軍團及一萬名騎兵。另一方面，布魯圖·阿爾比努斯不僅遭麾下諸軍團拋棄被迫逃往馬其頓，隨後還被安東尼派出的凱爾特戰士殺害；而凱撒·屋大維則最終率軍進入羅馬，迫使元老院中西塞羅派的成員屈服或遭流放。十月，馬克·安東尼、凱撒·屋大維及雷必達三人在波諾尼亞附近會晤，並簽訂正式條款。前43年11月27日，他們在羅馬頒布「訴訟法令」，使他們最終合法成為國家秩序委員會三巨頭，或稱「後三頭同盟」。這三位凱撒派領導人鄭重地進入首都，取得完全的政治控制權，並無情追殺共和派對手。在後三頭的公敵宣告中，最引人注目的受害者便是西塞羅。
經過多年的權力爭鬥後，屋大維最終在前31年的亞克興戰役中擊敗安東尼和克麗奧佩脫拉，隨後羅馬也迎來了元首制。然而摩德納一役仍是屋大維確立自己乃一股不可忽視力量的關鍵點，因為沒有這場勝利，屋大維可能永遠不會獲得被視為凱撒繼任者所需的聲望，而穩定的羅馬帝國也可能永遠不會以屋大維決定的方式來建立及持續下去。

## 註腳

### 註解
1. ↑  "in the thick of the fight, when the eagle-bearer of his legion was sorely wounded, he shouldered the eagle and carried it for some time."
2. ↑  根據普魯塔克所述，除了部署後方的六個瓦流斯軍團

### 古代書籍
- Appian of Alexandria. . Civil Wars, book III.   [2021-06-20]. （原始内容存档于2015-11-20） （grc）.
- Cassius Dio Cocceianus. . Book XXXXVI.   [2021-06-20]. （原始内容存档于2021-04-04） （grc）.

### 現代書籍
- Bleicken, Jochen. . Berlin: Fest. 1998. ISBN 3-8286-0136-7.
- Bondurant, Bernard C.  (学位论文). University of Chicago Press. 1907.
- Canfora, Luciano. . Bari: Editori Laterza. 2007. ISBN 978-88-420-8970-4.
- Eder, Walter. (2005). "Augustus and the Power of Tradition", in The Cambridge Companion to the Age of Augustus (Cambridge Companions to the Ancient World), ed. Karl Galinsky, 13–32. Cambridge, MA; New York: Cambridge University Press (hardcover, ISBN 978-0-521-80796-8; paperback, ISBN 978-0-521-00393-3).
- Ferrero, Guglielmo. . Cernusco sul Naviglio: Garzanti. 1946.
- Fields, Nic. . Oxford: Osprey. 2018. ISBN 978-1-4728-3120-0.
- Syme, Ronald. . Oxford & New York: Oxford University Press. 2002. ISBN 978-0-1928-0320-7.
  - Syme, Ronald. . Turin: Einaudi. 2014. ISBN 978-88-06-22163-8. (Italian translation)

## 外部連結
- Jon Day（英语：Jon Day (writer)）, "Operation Columba" (review of Gordon Corera, Secret Pigeon Service, William Collins, 2018, 326 pp., ISBN 978 0 00 822030 3), London Review of Books, vol. 41, no. 7 (4 April 2019), pp. 15–16.  "Pigeons flew across the Roman Empire carrying messages from the margins to the capital. [In 43 BCE] Decimus Brutus broke Marc Antony's siege of Mutina by sending letters to the consuls via pigeon.  'What service,' Pliny wrote, 'did Antony derive from his trenches, and his vigilant blockade, and even from his nets stretched across the river, while the winged messenger was traversing the air?'"  (Jon Day, p. 15.)